# ألسدير كوكرين
ألسدير كوكرين (بالإنجليزية: Alasdair Cochrane) هو أستاذ جامعي وناشط حقوق الإنسان بريطاني، ولد في 31 مارس 1978 في المملكة المتحدة.